# エイヒレ

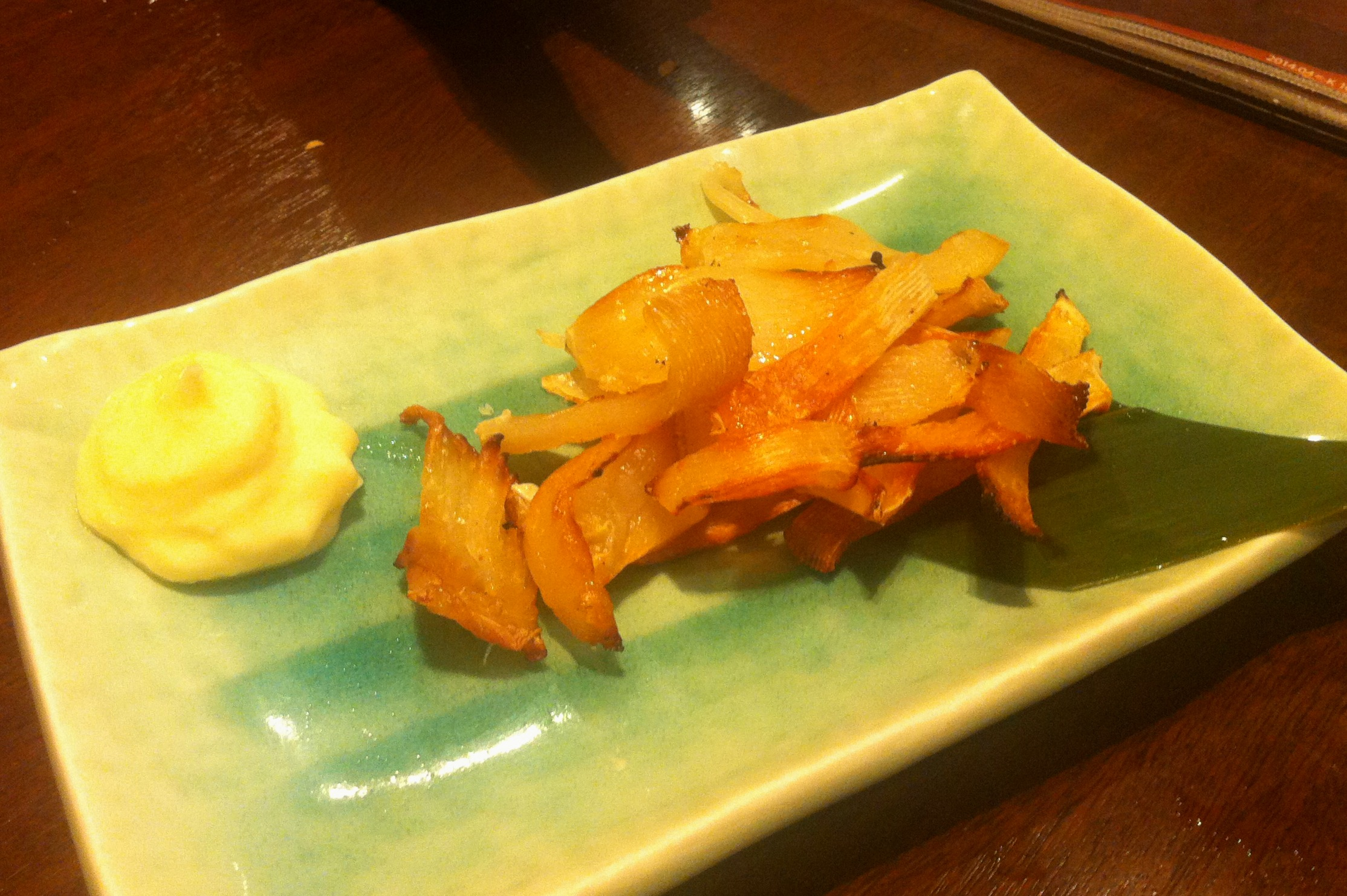
居酒屋のエイヒレ

エイヒレ（鱏鰭）は、エイのひれを乾燥させた水産加工食品。

## 概要
主に、ガンギエイ、アカエイなどのひれを用いる。
日本においては、北海道から九州までのほぼ全域において、干物や燻製に加工したものが酒肴やおやつなどとして供されるほか、秋田県や山形県など東北地方の日本海沿岸部においては煮付けとして供されることが多く見られる。
居酒屋などにおいて酒肴として供される場合には、その燻製あるいは干物を軽く炙ったものに、微量の醤油や、マヨネーズあるいは七味唐辛子などを薬味として付けて食する形が定番となっている。
1914年（大正3年）に出版された『新撰袖珍俳句季寄せ』では、ヒレ酒が季語として取り上げられている。
日本以外では、フランス料理においてムニエルの材料の一つとされる。